# Sarr Boubacar
Pour les articles homonymes, voir Boubacar (homonymie).
Sarr Boubacar, né le 20 juillet 1951 à Dakar, est un footballeur sénégalais qui évoluait au poste d'attaquant ou de milieu de terrain offensif.
Véritable star dans les années 1970 et 1980 à Marseille puis au PSG, il reviendra participer à la remontée historique de l'Olympique de Marseille  lors de la saison 1983/1984.
Il organisera son grand jubilé avec Pape Diouf en décembre 1986 au stade de l'Amitié de Dakar et sera fait officier de la légion d'honneur par le président Abdou Diouf. Il participera également au grand Jubilé Roger Milla en décembre 1987 au Cameroun et au Jubilé Ibrahima Ba Eusebio à Dakar en 1989.

## Biographie
Son vrai nom sera toujours écorché par les journalistes à son arrivée en France à Toulon pour Sarr (prénom) Boubacar (nom) alors que son vrai prénom est Boubacar et son nom de famille est Sarr. « Bouba », comme on le surnommait à Marseille, aura donc fait toute une carrière sous un nom erroné.
Surnommé « Locotte », Boubacar était revenu au PSG en 1998 après un passage au sein des sélections sénégalaises et comme entraîneur en France dans le petit club de Sartrouville.
En janvier 2002, il est diplômé du DEF (Diplôme d'entraîneur de football). En février 2002, après deux semaines de stage au CTNFS de Clairefontaine, il est diplômé du brevet d'État d'éducateur sportif 2e degré (BEES 2). Il fut entraîneur adjoint du club des différents coachs qui se sont succédé, dont notamment Luis Fernandez et ce, jusqu'au départ de Laurent Fournier fin 2005. Plus ou moins envoyé au placard, Boubacar occupait jusqu'à juillet 2007 une fonction au sein de la cellule recrutement.
Il est consultant pour la chaîne de télévision Eurosport France durant la CAN 2008.
Il est également le père de Mouhamadou-Naby Sarr, joueur de football formé à l'Olympique Lyonnais et en équipe de France U20.

## Jubilé Sarr Boubacar
Dakar, stade de l'Amitié, décembre 1986, 80 000 spectateurs.
- Roger Milla
- Jules Bocandé
- Roger Mendy
- Alain Giresse
- Dominique Rocheteau
- Nordine Kourichi
- Luc Sonor
- Youssouf Falikou Fofana
- Basile Boli
- Christian Payan
- Philippe N'Dioro
- Joseph-Antoine Bell
- Lamine Sagna
- Abdoulaye Diallo
- Thierno Youm

## Palmarès

### En club
- Vainqueur de la Coupe de France en 1976 avec l'Olympique de Marseille et en  1982 avec le Paris SG
- Vice-champion de France de Division 2 en 1984 avec l'Olympique de Marseille

### EnÉquipe du Sénégal
- 40 sélections entre 1971 et 1986
- Participation à la Coupe d'Afrique des Nations en 1986 (Premier Tour)